# Restaurant Vora Ter
El Restaurant Vora Ter era una obra de Girona inclosa a l'Inventari del Patrimoni Arquitectònic de Catalunya.

## Descripció
És un edifici cantoner entre la carretera de Palamós i el Pont Major, on la composició potencia aquesta situació mitjançant un balcó rodó a planta primera i una pèrgola cantonera que sobresurt del terrat. És de planta baixa i dos pisos i concentra els accessos als punts més llunyans de la cantonada: la porta de l'habitació és a la carretera de Palamós, amb finestres al damunt, i la del negoci és al costat del pont, modificada per porta i dues finestres actuals, sota arc carpanell amb elements florals i que actua, ara, com guardapols. A la segona planta s'accedeix per una escala exterior des de la carretera de Palamós i per una paret mitgera. Les façanes tenen un sòcol de pedra combinada amb obra vista. Colors blancs i gris.
Pujant al pont s'ha adherit i unificat una altra edificació nova. Ha estat casa de cites i discoteca.